# الاتحاد الروسي لكرة القدم

الشعار السابق للاتحاد الروسي

تأسس الاتحاد الروسي لكرة القدم في عام 1912م وانضم إلى الإتحاد الدولي لكرة القدم في 1912م وإنضم إلى الاتحاد الأوروبي لكرة القدم في 1954م.
1. ↑   https://rfs.ru/subject/1/contacts. {{استشهاد ويب}}: |url= بحاجة لعنوان (مساعدة) والوسيط |title= غير موجود أو فارغ (من ويكي بيانات) (مساعدة)